# Bodelshausen
Bodelshausen är en kommun (tyska Gemeinde) i Landkreis Tübingen i delstaten Baden-Württemberg i Tyskland. Folkmängden uppgår till cirka 5 900 invånare, på en yta av 13,83 kvadratkilometer.
Kommunen ingår i kommunalförbundet Mössingen tillsammans med staden Mössingen kommunen Ofterdingen.

## Befolkningsutveckling
| Befolkningsutvecklingen i Bodelshausen 1975–2015 | Befolkningsutvecklingen i Bodelshausen 1975–2015 | Befolkningsutvecklingen i Bodelshausen 1975–2015 | Befolkningsutvecklingen i Bodelshausen 1975–2015 | Befolkningsutvecklingen i Bodelshausen 1975–2015 |
| ------------------------------------------------ | ------------------------------------------------ | ------------------------------------------------ | ------------------------------------------------ | ------------------------------------------------ |
|                                                  |                                                  |                                                  |                                                  |                                                  |
| År                                               |                                                  |                                                  | Folkmängd                                        | Areal (ha)                                       |
| 1975                                             | 1975                                             |                                                  | 4 148                                            | 1 382                                            |
| 1980                                             | 1980                                             |                                                  | 4 443                                            |                                                  |
| 1985                                             | 1985                                             |                                                  | 4 557                                            |                                                  |
| 1990                                             | 1990                                             |                                                  | 5 123                                            |                                                  |
| 1995                                             | 1995                                             |                                                  | 5 613                                            |                                                  |
| 2000                                             | 2000                                             |                                                  | 5 809                                            |                                                  |
| 2005                                             | 2005                                             |                                                  | 5 936                                            |                                                  |
| 2010                                             | 2010                                             |                                                  | 5 735                                            |                                                  |
| 2015                                             | 2015                                             |                                                  | 5 767                                            |                                                  |
|                                                  |                                                  |                                                  |                                                  |                                                  |